# Campbell Crag
Campbell Crag är en kulle i Antarktis. Den ligger i Östantarktis. Nya Zeeland gör anspråk på området. Toppen på Campbell Crag är 2 305 meter över havet.
Terrängen runt Campbell Crag är huvudsakligen mycket bergig. Trakten är obefolkad. Det finns inga samhällen i närheten. 